# Indeksregister
Et indeksregister er et register i en cpu, hvis vigtigste funktion er et pege på en adresse i lageret.

## Brug
Indholdet af indeksregistret kan enten pege direkte på en bestemt adresse, eller det kan adderes (evt. subtraheres) fra en adresse, der er en del af instruktionen. Det sidste har relevans ved f.eks. tilgang til en tabel i lageret eller en streng. Dette kaldes indirekte adressering og var ikke tilgængeligt på de første computere.   I stedet måtte man modificere instruktionerne under programafviklingen, hvilket kaldtes selvmodificerende kode. Indeksregistre var først til rådighed i Manchester Mark 1 fra 1949.
Nogle cpu'er tillader at et indeksregister kan bruges til andre formål. Nyere processorarkitekturer har ikke særskilte indeksregistre. I stedet kan de fleste registre udfylde denne rolle. 